# Pseudomiza obliquaria
Pseudomiza obliquaria är en fjärilsart som beskrevs av John Henry Leech 1897. Pseudomiza obliquaria ingår i släktet Pseudomiza och familjen mätare. Inga underarter finns listade.

## Bildgalleri

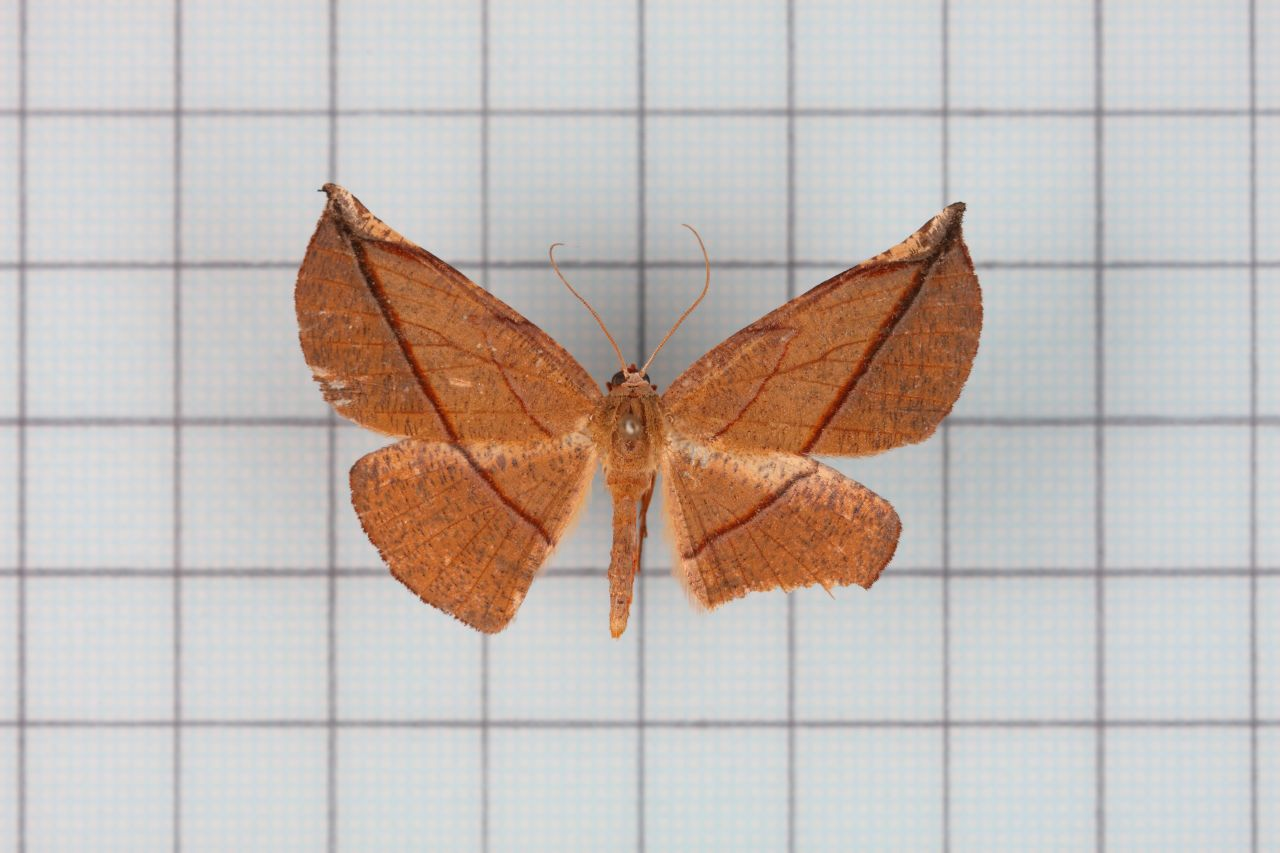